# Gonolobinae
Gonolobinae là danh pháp khoa học của một phân tông thực vật có hoa trong tông Asclepiadeae thuộc phân họ Asclepiadoideae của họ Apocynaceae.

## Phân loại
Phân tông này gồm 17 chi như sau:
- Anemotrochus[3]
- Cristobalia[4]
- Fischeria
- Gonolobus
- Gyrostelma
- Ibatia
- Lachnostoma
- Macroscepis
- Matelea
- Phaeostemma
- Pherotrichis
- Pseudolachnostoma
- Rhytidostemma
- Rojasia
- Schubertia
- Stelmagonum
- Tylodontia